# Cambessedesia weddellii
Cambessedesia weddellii är en tvåhjärtbladig växtart som beskrevs av Charles Victor Naudin. Cambessedesia weddellii ingår i släktet Cambessedesia och familjen Melastomataceae. Inga underarter finns listade i Catalogue of Life.